# Te la dò io l'America/Te la dò io l'America (strumentale)
Te la do io l'America è un singolo di Beppe Grillo, pubblicato nel 1981. Il brano è stato utilizzato come sigla musicale del programma televisivo omonimo, condotto dallo stesso Grillo.

## Tracce
1. Te la dò io l'America – 3:05
2. Te la dò io l'America (versione strumentale) – 3:05